# Joanna Jakimiuk
Joanna Maja Jakimiuk (Breslavia, 24 de agosto de 1975) es una deportista polaca que compitió en esgrima, especialista en la modalidad de espada.
Ganó dos medallas en el Campeonato Mundial de Esgrima, oro en 1995 y bronce en 1994, y una medalla de bronce en el Campeonato Europeo de Esgrima de 1998.

## Palmarés internacional
| Campeonato Mundial | Campeonato Mundial     | Campeonato Mundial | Campeonato Mundial |
| Año                | Lugar                  | Medalla            | Prueba             |
| ------------------ | ---------------------- | ------------------ | ------------------ |
| 1994               | Atenas (Grecia)        | Medalla de bronce  | Espada por equipos |
| 1995               | La Haya (Países Bajos) | Medalla de oro     | Espada individual  |
| Campeonato Europeo |                        |                    |                    |
| Año                | Lugar                  | Medalla            | Prueba             |
| 1998               | Plovdiv (Bulgaria)     | Medalla de bronce  | Espada por equipos |